# سعد الدين إبراهيم (شاعر سوداني)

## سعد الدين إبراهيم (الشاعر)
يعتبر الشاعر والكاتب الصحفي سعد الدين إبراهيم من شعراء الاغنية السودانية، بجانب أنه من أهم كتاب الاعمدة الصحفية في الصحف السودانية، وله مدرسة فنية خاصة به واشتهر شعرة بالبساطة والاسلوب السهل وله عمود صحفي بعنوان (الصباح رباح) واخر بعنوان (النشوف آخرتا).

### الميلاد والنشأة
ولد في اواخر الاربعينيات من القرن الماضي ونشاء الشاعر سعد الدين إبراهيم بمدينة ام درمان وتلقي تعليمه ببيت المال، ودرس بمدرسة الاميرية الوسطي ودرس الثانوية بمدرسة الخرطوم العربية والتحق بجامعة القاهرة فرع الخرطوم، وتخرج سعد الدين في كلية الآداب قسم الاجتماع.

## اشعاره..
تغني له عدد من كبار الفنانيين السودانين منهم الفنان أبو عركي البخيت والفنان مصطفى سيد احمد والفنان الراحل محمد وردي والفنانة المبدعة الراحلة مني الخير التي ابدعت في اداء أغنية (أبوي) ولك في العام 1974م

### أشهر اغنياته
ومن أشهر اغنياته حكاية عن حبيبتي تغناء بها الفنان أبو عركي البخيت وهو من الفنانين اصحاب الشهرة بالنسبة للمستمع السوداني.

## محطات سعد الدين
بدأ سعد الدين إبراهيم  عمله في مجال الاعلام بمجلة (الإذاعة والتلفزيون والمسرح) ومن ثم أصبح رئيسا لتحرير صحيفة (الحياة والناس) وصحيفة ظلال، ثم ترأس صحيفة الحرية وصحيفة (دنيا) وكتب في العديد من الصحف منها الرأي العام وحكايات والصحافة ورئيسا لصحيفة (الجريدة).

### نشاطه في الصحافة السودانية..
يعتبر الشاعر والصحفي سعد الدين إبراهيم من الوجوه المعروفة في الصحافة السودانية وتقلد عدة مناصب حتى وصل إلى درجة رئيس تحرير حيث تقلد منصب رئيس معاكس لنظام الرئيس السابق عمر البشير (صحيفة الجريدة) واشتهر سعد الدين باستقلالية الرأي وخاطبة وجدان المواطن السوداني من خلال زاوية الراتبة (النشوف اخرتا) وتحدث عنه الشاعر الغنائي عبد الوهاب هلاوي وعن حكايته وطرفته.

#### سعد الدين المعلم
عمل سعد الدين في التدريس قبل أن يلتحق بالصحافة في عدد من المدارس بأم درمان

## الوفاة
توفى سعدالدين في يوم الخميس حيث كتب معجبون على صفحاتهم بمواقع التواصل الاجتماعي (الاماسي بتبكي في أسي ما اعتيادي).

## انظر ايضاً
- الشاعر عثمان محمد هاشم
- الشاعراحمد محمد صالح